# Svída pochybná
Svída pochybná (Cornus controversa) je opadavý strom s jednoduchými střídavými listy, pocházející z východní Asie. V České republice je občas pěstován jako okrasná dřevina.

## Charakteristika
Svída pochybná je strom dorůstající výšky až 15, výjimečně až 20 metrů. Kůra je tmavě až žlutavě šedá, hladká, borka je ve stáří podélně rozpukaná. Větve jsou podobně jako u svídy střídavolisté (Cornus alternifolia) horizontálně rozprostřené a budí dojem přeslenitého větvení. Listy jsou jednoduché, střídavé, na líci leskle zelené a lysé, na rubu nasivělé a roztroušeně přitiskle chlupaté. Čepel listů je široce eliptická až široce vejčitá, celokrajná, se 6 až 9 páry postranních žilek. Květy jsou bílé, v plochých, 10 až 15 cm širokých vrcholičnatých květenstvích. Jednotlivé květy jsou 8 až 9 mm velké.
Od podobného severoamerického druhu svída střídavolistá (Cornus alternifolia) se liší spíše zaokrouhlenou bází listů a rovnoběžnými chlupy na rubu čepele (svída střídavolistá má bázi listů více klínovitou a chlupy neuspořádané).
Druh je rozšířen v Číně, Bhútánu, severní Indii, Nepálu, v Koreji, Barmě a v Japonsku. Obvykle roste v listnatých nebo smíšených lesích v nadmořské výšce 200 až 2600 m.

## Využití
Kultivar 'Variegata' s nápadně bíle až narůžověle panašovanými listy je občas pěstován jako okrasná dřevina. Původní forma má význam spíše sbírkový. Svída pochybná je uváděna např. z Arboreta Žampach a z Pražské botanické zahrady v Tróji.

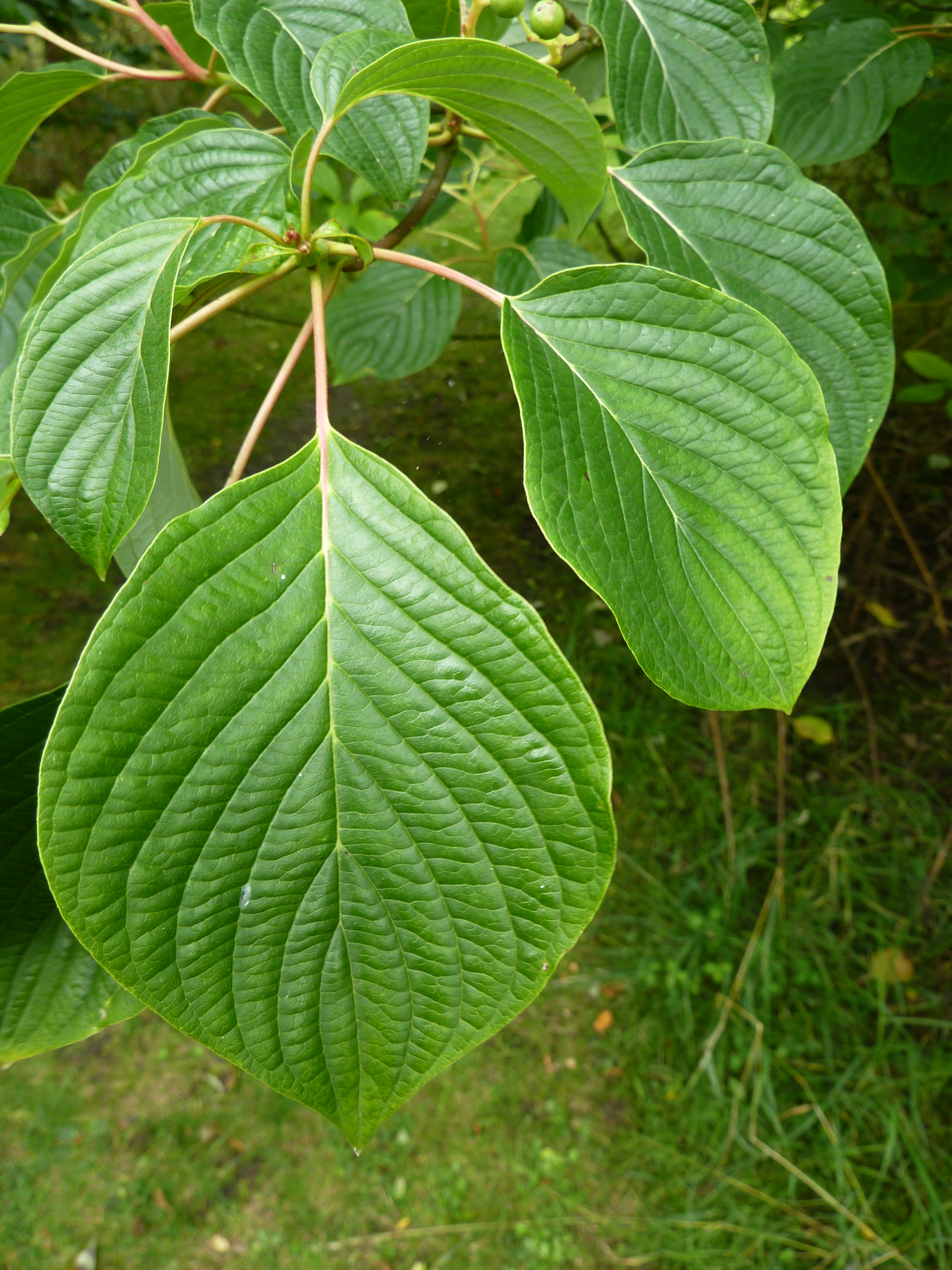
Detail listu
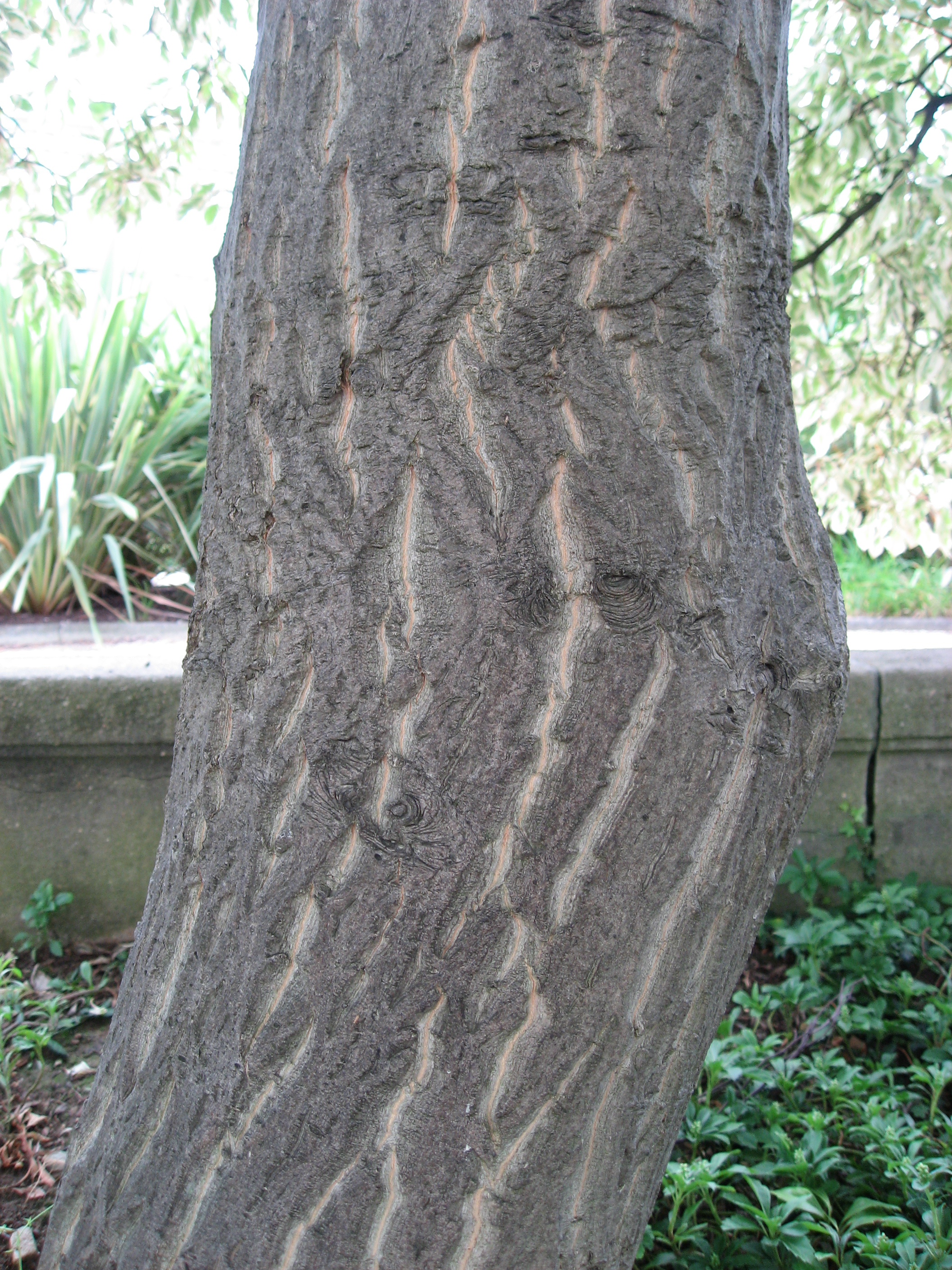
Borka na kmeni
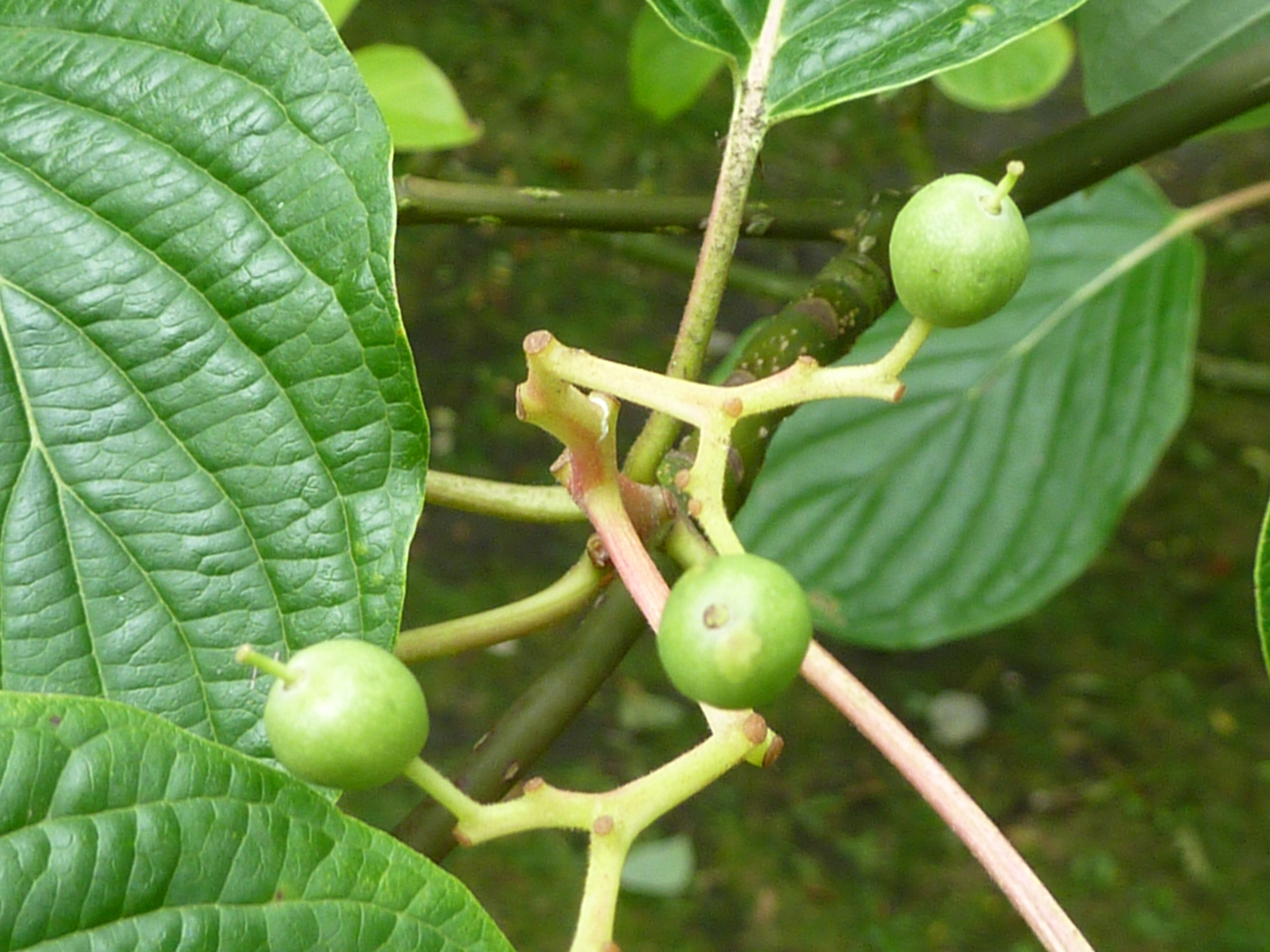
Plody
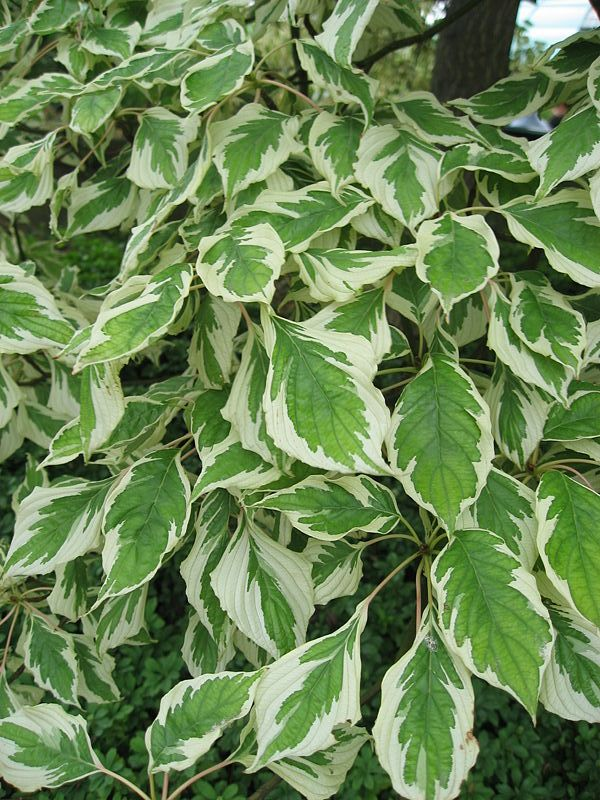
Panašované listy cv. 'Variegata'
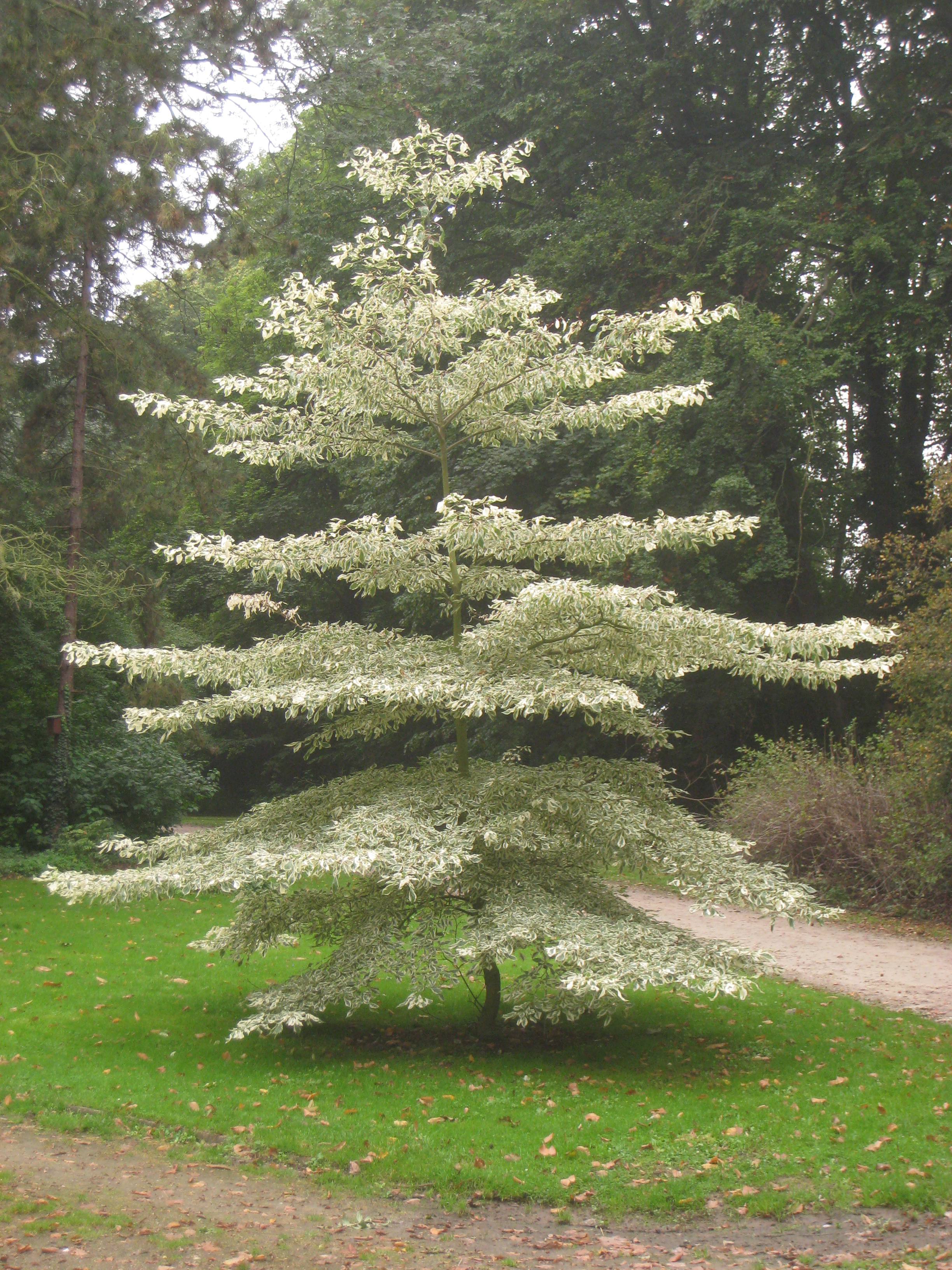
Patrovitý růst, cv. 'Variegata'